# Acrapex uncina
Acrapex uncina là một loài bướm đêm trong họ Noctuidae.